# Tèrrauba
Terrauba (en francès Terrauba) és un municipi del departament francès del Gers, a la regió d'Occitània. Està agermanat amb el municipi altempordanès de Fortià.

## Demografia
| 1962                                       | 1968 | 1975 | 1982 | 1990 | 1999 | 2006 |
| ------------------------------------------ | ---- | ---- | ---- | ---- | ---- | ---- |
| 520                                        | 504  | 522  | 500  | 435  | 381  | 388  |
| Des de 1962: població sense dobles comptes |      |      |      |      |      |      |

## Administració
| Període | Identitat     | Partit |
| ------- | ------------- | ------ |
| 2008-   | Ginette Magri |        |